# مبرا ۶۹۲۶۴
سیارک ۶۹۲۶۴ (به انگلیسی: 69264 Nebra، نامگذاری:1988PE4) شصت و نه هزار و دویست و شصت و چهارمین سیارک کشف شده‌است که در ۱۴ اوت ۱۹۸۸ کشف شد.